# Phil Niekro
Philip Henry Niekro (né le 1er avril 1939 à Blaine, Ohio et mort le 26 décembre 2020 à Flowery Branch, Géorgie) est un ancien lanceur de la Ligue majeure de baseball. Il a joué entre 1964 et 1987, ce qui représente une carrière professionnelle de 24 ans. Il est le lanceur le plus âgé de l'histoire de la Ligue majeure de baseball, ayant 48 ans au moment de sa retraite. Pendant sa carrière il a accumulé 318 victoires pour 274 défaites, 5404 manches lancées et 3342 retraits sur les prises. Son frère Joe Niekro a gagné 221 parties, et avec 539 victoires ils détiennent le record de la Ligue majeure de baseball pour le plus grand nombre de victoires pour deux frères. Il détient également le record pour le plus grand nombre de victoires après l'âge de 40 ans: 121 entre 1978 et 1987.
Phil & Joe Niekro étaient des spécialistes de la balle papillon (knuckleball en anglais) lancer avec effet imprévisible, la balle tenu avec les paumes de l'index & du majeur & les jointures sur la balle, on la lance sans effort physique mais la balle allant partout, la vigilance du receveur est de mise. Cela permet à des artilleurs de lancer jusqu'à la fin de la quarantaine. Lancer très lent mais déconcertant. Joe a été pris la main dans le sac au Metrodome du Minnesota avec une lime à ongle & du papier à sabler, expulsé de la partie par l'officiel pour avoir altéré la balle.
Phil était aussi un excellent frappeur obtenant quelques circuits.
Phil a passé 20 ans avec les Braves d'Atlanta, y gagnant 268 parties. Il a aussi lancé un no-hitter le 5 août, 1973. Un bon athlète, il a remporté le gant doré pour les lanceurs 5 fois entre 1978 et 1983. Le 6 août 1985 avec les Yankees Niekro a gagné sa 300e partie contre les Blue Jays de Toronto avec un blanchissage. Il est donc devenu le lanceur le plus âgé ayant lancé un blanchissage.
Après la fin de sa carrière, Niekro est devenu gérant des Silver Bullets de Colorado, une équipe féminine de baseball. Il fut élu au temple de la renommée du baseball en 1997.
Il meurt le 26 décembre 2020 à l'âge de 81 ans.

## Palmarès et honneurs
- Vainqueur du gant doré: 1978, 1979, 1980, 1982, 1983.
- Mené la ligue à la moyenne de points mérités: 1967
- Mené la ligue en retraits sur les prises: 1977
- Classé 16e pour les victoires
- Classé 5e pour les défaites
- Classé 4e pour les manches lancées
- Classé 10e pour les retraits sur les prises
- Classé 2e pour les points mérités permis (1er depuis 1900)